# Hire Shakuna, Sorab
Hire Shakuna là một làng thuộc tehsil Sorab, huyện Shimoga, bang Karnataka, Ấn Độ.